# Tarachaster
Genre
Tarachaster est un genre d'étoiles de mer de la famille des Asterinidae.

## Liste des genres
Selon World Register of Marine Species (29 octobre 2020) :
- Tarachaster australis McKnight, 1973
- Tarachaster tenuis Fisher, 1913